# ألكساندر تكاجينكا
ألكساندر تكاجينكا، (بالأوكرانية: Олександр Миколайович Ткаченко) سياسي أوكراني من مواليد (7 مارس، 1939) ورئيس البرلمان الأوكراني للفترة من 7 يوليو 1998 حتى 1 فبراير 2000